# Robert Henric van Hambroick

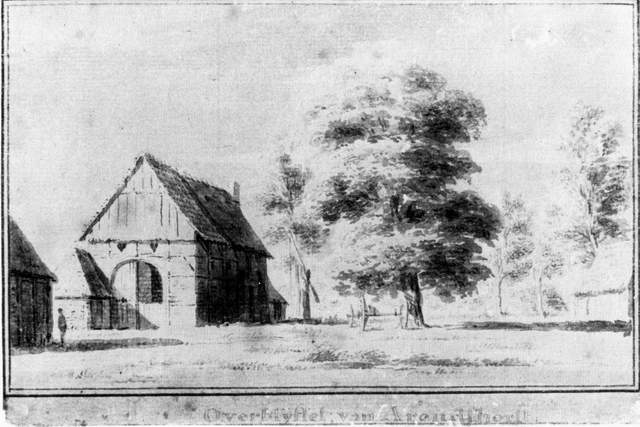
Overblijselen van de Arendshorst (Pentekening van Cornelis Pronk)

Robert Henric van Hambroick, heer van de Arendshorst en Weleveld (Bocholt (Duitsland), 13 oktober 1708 - Huis Weleveld, 17 september 1789) was een majoor in Statendienst en een Nederlands bestuurder.

## Biografie
Van Hambroick was een lid van de familie Van Hambroick en een zoon van generaal Lambert Joost van Hambroick (1670-1748) en Mechteld Anna Bentinck (1683-1741), lid van de familie Bentinck. Vanaf 1726 was hij edelman van prins Willem IV van Oranje-Nassau. In 1729 trad hij als kapitein in Statendienst waar hij zijn carrière in 1744 beëindigde als majoor.
Vanaf 1733 had Van Hambroick zitting in de ridderschap van Overijssel en had zitting vanaf 1744 tot aan zijn overlijden, na zijn ontslag uit militaire dienst, in de landdagen. In 1755 en 1757 was hij gecommitteerde in de Generaliteitskamer en van 1759 tot 1760 in de Raad van State. In 1766 was hij gedeputeerde ter Staten-Generaal.
Vanaf 1774 was Van Hambroick hoogschout van Hasselt (Overijssel). Verder was hij rentmeester van het kapittel en klooster Oldenzaal en opperhofmeester van prinses Maria Louise van Hessen-Kassel.
In 1739 was Van Hambroick getrouwd met Amelie Sophie Herbertina von Rhöder (1699-1799), staatsdame van prinses Marie Louise; zij waren de ouders van jhr. Willem Hendrik van Hambroick (1744-1822).